# Viasat True Crime
Viasat True Crime europska je televizijska postaja koja emitira kriminalističke programe. Pokrenuta je 6. lipnja 2024. godine i vlasnik joj je Viasat World.  
Kanal je posvećen raznim vrstama kriminalističke produkcije. Na rasporedu su kriminalistički programi.
U Hrvatskoj kanal je počeo sa emitiranjem od 12. prosinca 2024.